# Metamorfosis simfòniques sobre temes de Weber
Metaforfosis simfòniques sobre temes de Weber és una obra per a orquestra composta per Paul Hindemith l'any 1943.
La idea de compondre una obra basada en la música de Carl Maria von Weber va ser suggerida a Hindemith pel coreògraf i ballarí Léonide Massine, amb la intenció que Hindemith hi creara un ballet. Després d'estudiar la música de Weber, Hindemith va tenir l'ocasió d'assistir a una representació d'un ballet de Massine, però no li va agradar. Així que va compondre una obra exclusivament de concert.
Les Metamorfosis simfòniques contenen quatre moviments:
1. Allegro
2. Scherzo (Turandot): Moderato - Vivo
3. Andantino
4. Marxa

Els temes els va prendre de la música incidental que Weber va escriure per a una obra de teatre de Carlo Gozzi, basada en la mateixa llegenda de Turandot que posteriorment inspiraria l'òpera Turandot de Giacomo Puccini. Hindemith i la seua muller solien interpretar l'obra de Weber per a piano a quatre mans i Hindemith també va usar temes d'aquestes obres poc conegudes -- Op. 60/4 (primer moviment) (núm. 253 en el catàleg Jähns de les obres de Weber), Op. 10/2 (tercer moviment) (J. 10), i material d'altres dos duets per a piano Op. 60/2 i 60/7 (J. 242 i 265) per a temes dels altres moviments. Els duets per a piano de Weber van ser compostos al voltant de 1801 i 1818-9, i la seua música per a Turandot l'any 1809.
L'obra va ser estrenada el 20 de gener de 1944 a Nova York, sota la direcció d'Artur Rodziński.